# Takehiro Tomiyasu
Takehiro Tomiyasu (冨安 健洋, Tomiyasu Takehiro), né le 5 novembre 1998 à Fukuoka au Japon, est un footballeur international japonais qui évolue au poste de latéral droit ou de défenseur central.

## Biographie

### Avispa Fukuoka
Né à Fukuoka au Japon, Takehiro Tomiyasu est d'abord repéré par le directeur général des Sanchiku Kickers, Kanji Tsuji, qui a été impressionné par sa performance, notamment sa vitesse. À la suite de cela, Tsuji convainc ses parents de le laisser jouer au football, ce qui le conduit à être inscrit à l'école primaire de Sanchiku,. À l'âge de onze ans, Tomiyasu est recommandé pour un essai au FC Barcelone Soccer Camp par son entraîneur. Il impressionne lors de l'essai, si bien que le FC Barcelone lui offre une place à l'académie de jeunes du club, mais il lui est difficile pour lui de déménager en Espagne et le transfert est annulé. Malgré cela, Tomiyasu déclare que l'expérience au Soccer Camp était "inspirante".
Après avoir échoué à rejoindre le FC Barcelone, Tomiyasu rejoint Avispa Fukuoka. Initialement milieu de terrain, il devient défenseur central. Pendant son passage dans les équipes jeunes il devient capitaine de certaines catégories,. Il impressionne lors de la JFA Premier Cup 2013 et est nommé dans le onze du tournoi. En mai 2015, intègre l'équipe première du club et après avoir apparu dans deux matchs sans entrer en jeu, il fait ses débuts pour le club le 14 octobre 2015 en tant que titulaire lors d'une défaite deux buts à zéro contre le FC Machida Zelvia au troisième tour de la Coupe de l'Empereur, son seul match de la saison. À la fin de la saison 2015, Tomiyasu signe un contrat temporaire avec son club formateur.
Au début de la saison 2016, Tomiyasu passe la première moitié de la saison de la J League sur le banc. Il fait sa première apparition de la saison le 20 avril 2016, en tant que titulaire au poste de milieu de terrain défensif, lors d'un match nul et vierge contre Vegalta Sendai dans la Coupe J League. C'est dans cette même compétition, que quelques semaines plus tard, il est expulsé contre Sagan Tosu pour une deuxième faute passible de carton jaune dans un match nul un but partout. Deux mois plus tard, le 13 juillet 2016, il fait ses débuts en championnat pour le club, en commençant au poste de milieu de terrain défensif lors d'une victoire deux buts à un contre le FC Tokyo. Après ses débuts pour le club, Tomiyasu devient un titulaire régulier, jouant généralement au poste de milieu de terrain défensif. Il dispute seize matchs toutes compétitions confondues mais le club est relégué en J.League 2. En fin de saison 2016, il renouvele son contrat avec le club.
Lors de la saison 2017, il devient un titulaire régulier pour l'équipe mais au poste de défenseur centrale. Il marque son premier but professionnel, lors d'une victoire deux buts à un contre Roasso Kumamoto le 19 mars 2017. Malgré son absence de l'équipe première en raison d'engagements internationaux le match suivant, il retrouve sa place dans l'équipe première pour le reste de la saison. Il participe à la réalisation de trois clean-sheet en trois matchs entre le 29 juillet 2017 et le 11 août 2017 et le club se qualifie pour les Playoffs de Promotion en J1 League, en terminant quatrième de la ligue. Après une victoire un but à zéro contre le Tokyo Verdy en demi-finale avant de faire un match nul et vierge contre le Nagoya Grampus en finale qui empêche la montée du club. Au total, Tomiyasu dispute trente-neuf matchs et marqué un but toutes compétitions confondues.

### Saint-Trond VV
Le 8 janvier 2018, Takehiro Tomiyasu est annoncé au Saint-Trond VV. Le transfert est officialisé huit jours plus tard, le joueur s'engageant pour trois ans et demi avec le club belge. Il déclare en rejoignant le club : "Je veux devenir un joueur spécial en Belgique." Après avoir passé des mois à s'entraîner et à se remettre d'une blessure à la cheville, Tomiyasu fait ses débuts pour le club, entrant en jeu en tant lors d'une victoire deux buts à un contre le Royal Antwerp FC le 12 mai 2018. Cela s'avére être sa seule apparition de la saison 2017-2018.
Lors de la saison 2018-2019, Tomiyasu a fait sa première titularisation en étant titularisé lors du match nul et vierge face au Cercle Bruges lors du premier match de championnat. Il devient rapidement un titulaire régulier de la défense centrale. Entre le 23 septembre 2018 et le 30 septembre 2018, Tomiyasu aide la défense à réussir trois clean sheet consécutives. Il marque son premier but de la saison le 25 novembre 2018 lors d'une victoire quatre buts à deux contre le RSC Anderlecht. Après avoir passé le mois de janvier en équipe nationalt avec le Japon pour participer à la Coupe d'Asie où il atteint la finale, Tomiyasu retourne retourne dans son club et reprend immédiatement sa place de titulaire lors d'une victoire deux buts à un contre Waasland-Beveren. Il conserve sa place dans l'équipe pour le reste de la saison 2018-2019. Sa performance est saluée par les médias belges. Par conséquent, il remporte le titre de Joueur de l'année du club. 
Au cours de sa première saison complète au club, il dispute quarante matchs et marque un but toutes compétitions confondues.

### Bologne FC
Le 29 juin 2019 est annoncé le transfert de Takehiro Tomiyasu au Bologne FC, le montant du transfert est estimé à 9 millions d'euros. Le transfert est confirmé le 9 juillet suivant, Tomiyasu devient ainsi le deuxième joueur japonais à rejoindre le Bologne FC dans l'histoire du club après Hidetoshi Nakata,. En rejoignant le club, il a déclaré : "Impression que les tactiques défensives sont détaillées. D'abord, je voulais être sur le terrain. Le niveau des attaquants est également très élevé". Il joue son premier match le 18 août 2019, lors d'une rencontre de coupe d'Italie face à l'AC Pise 1909. Il est titularisé au poste d'arrière droit et son équipe s'impose par trois buts à zéro.

### Arsenal FC
Le 31 août 2021, il signe un contrat de cinq ans à Arsenal pour un montant de 20 millions d'euros. Il devient le quatrième joueur japonais à signer pour le club londonien après Junichi Inamoto, Ryo Miyaichi et Takuma Asano qui ne compte cependant aucun match avec l'équipe première.
Il joue son premier match sous ses nouvelles couleurs lors de la 4e journée de championnat en étant titularisé au poste de latéral droit face à Norwich City. Il participe donc à la première victoire de la saison des Gunners . Pour sa troisième titularisation consécutive, il offre une prestation de qualité lors du North London derby contenant parfaitement Heung-min Son tout le long du match. Il est nommé joueur du mois d'Arsenal pour septembre 2021 et devient titulaire indiscutable à droite de la défense de Mikel Arteta qui reste invaincu lors de ses sept premiers matchs. Malheureusement, il subit une blessure à la mi-saison qui lui fait manquer plusieurs mois de compétitions.
En début de saison suivante, il perd sa place de titulaire au poste de latéral droit au profit de Ben White. Utilisé comme doublure à droite et parfois utilisé à gauche, sa saison se termine dès le mois de mars à la suite d'une blessure au genou qui l'oblige à se faire opérer.
Les deux saisons suivantes sont compliquées pour le joueur qui ne se remet pas de sa blessure et manque plus de 68 matchs en deux ans, réduisant sa saison 2024-2025 à seulement six minutes de jeu et il est laissé libre à l'été 2025.

### En équipe nationale
Avec les moins de 19 ans, il participe au championnat d'Asie des moins de 19 ans en 2016. Lors de cette compétition, il marque un but contre le Qatar. Le Japon remporte ce tournoi en battant l'Arabie saoudite en finale. Takehiro Tomiyasu dispute l'intégralité de la finale qui se joue à Riffa (Bahreïn).
Avec les moins de 20 ans, il participe à la Coupe du monde des moins de 20 ans en 2017. Lors du mondial junior organisé en Corée du Sud, il joue quatre matchs. Le Japon atteint les huitièmes de finale du mondial, en étant éliminé par le Venezuela.
Takehiro Tomiyasu honore sa première sélection avec l'équipe nationale du Japon le 12 octobre 2018, contre le Panama. Il est titularisé en défense centrale aux côtés de Tomoaki Makino lors de cette rencontre remportée par le Japon sur le score de trois buts à zéro.
L'année suivante il dispute sa première compétition internationale lors de la Coupe d'Asie des nations 2019 où il atteindra la finale du tournoi avec sa sélection. Au mois de mai 2019, Itakura est convoqué pour disputer la Copa América 2019 au Brésil.
Le 1er novembre 2022, il est sélectionné par Hajime Moriyasu pour participer à la Coupe du monde 2022. Le 1er janvier 2024, il est retenu dans la liste des vingt-six joueurs japonais sélectionnés par Hajime Moriyasu pour disputer la Coupe d'Asie des nations 2023.

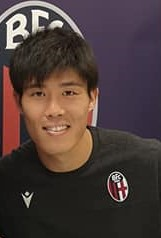
Tomiyasu en 2020 avec Bologne.

## Vie personnelle
Tomiyasu a deux sœurs. Il prévoyait de suivre les traces de ses sœurs en devenant un nageur professionnel avant de choisir le football à la place, affirmant qu'il voulait être footballeur. Lors de sa première conférence de presse à Bologne, Tomiyasu a déclaré qu'il avait commencé à apprendre l'italien et a demandé aux médias de l'appeler Tomi. En février 2020, les médias italiens Corriere Di Bologna ont rapporté que Tomiyasu parlait déjà italien. En plus de l'italien et de son japonais natal, Tomiyasu parle également anglais, ayant perfectionné ses compétences en anglais pendant son séjour à Sint-Truiden,.
Tomiyasu a révélé qu'en grandissant, il idolâtrait Javier Mascherano. À la suite de la pandémie de COVID-19 en Italie, Tomiyasu a parlé de sa vie pendant la pandémie et pendant la suspension de la saison, il faisait de l'exercice tous les jours. Le 12 mai 2020, son ancien club, Avispa Fukuoka, a exprimé sa gratitude à Tomiyasu après qu'il a fait don de 1 000 masques à l'académie du club. Le mois suivant, Bologne a révélé que les joueurs et les membres du personnel avaient accepté de renoncer à un salaire d'un mois.

## Statistiques
| Saison                | Club                  | Championnat           | Championnat | Championnat | Coupe nationale | Coupe nationale | Coupe de la Ligue | Coupe de la Ligue | Supercoupe | Supercoupe | Compétition(s) continentale(s) | Compétition(s) continentale(s) | Compétition(s) continentale(s) | Total | Total |
| Saison                | Club                  | Division              | M.          | B.          | M.              | B.              | M.                | B.                | M.         | B.         | Comp.                          | M.                             | B.                             | M.    | B.    |
| 2015                  | Avispa Fukuoka        | J2 League             | -           | -           | 1               | 0               | -                 | -                 | -          | -          | -                              | -                              | -                              | 1     | 0     |
| 2016                  | Avispa Fukuoka        | J1 League             | 10          | 0           | 1               | 0               | 5                 | 0                 | -          | -          | -                              | -                              | -                              | 16    | 0     |
| 2017                  | Avispa Fukuoka        | J2 League             | 37          | 1           | 2               | 0               | -                 | -                 | -          | -          | -                              | -                              | -                              | 39    | 1     |
| Sous-total            | Sous-total            | Sous-total            | 47          | 1           | 4               | 0               | 5                 | 0                 | -          | -          | -                              | -                              | -                              | 56    | 1     |
| 2017-2018             | Saint-Trond VV        | Jupiler Pro League    | 1           | 0           | -               | -               | -                 | -                 | -          | -          | -                              | -                              | -                              | 1     | 0     |
| 2018-2019             | Saint-Trond VV        | Jupiler Pro League    | 37          | 1           | 3               | 0               | -                 | -                 | -          | -          | -                              | -                              | -                              | 40    | 1     |
| Sous-total            | Sous-total            | Sous-total            | 38          | 1           | 3               | 0               | -                 | -                 | -          | -          | -                              | -                              | -                              | 41    | 1     |
| 2019-2020             | Bologne FC            | Serie A               | 29          | 1           | 1               | 0               | -                 | -                 | -          | -          | -                              | -                              | -                              | 30    | 1     |
| 2020-2021             | Bologne FC            | Serie A               | 31          | 2           | 2               | 0               | -                 | -                 | -          | -          | -                              | -                              | -                              | 33    | 2     |
| 2021-2022             | Bologne FC            | Serie A               | 1           | 0           | -               | -               | -                 | -                 | -          | -          | -                              | -                              | -                              | 1     | 0     |
| Sous-total            | Sous-total            | Sous-total            | 61          | 3           | 3               | 0               | -                 | -                 | -          | -          | -                              | -                              | -                              | 64    | 3     |
| 2021-2022             | Arsenal FC            | Premier League        | 21          | 0           | 0               | 0               | 1                 | 0                 | -          | -          | -                              | -                              | -                              | 22    | 0     |
| 2022-2023             | Arsenal FC            | Premier League        | 21          | 0           | 2               | 0               | -                 | -                 | -          | -          | C3                             | 8                              | 0                              | 31    | 0     |
| 2023-2024             | Arsenal FC            | Premier League        | 22          | 2           | -               | -               | 2                 | 0                 | -          | -          | C1                             | 6                              | 0                              | 30    | 2     |
| 2024-2025             | Arsenal FC            | Premier League        | 1           | 0           | -               | -               | -                 | -                 | -          | -          | C1                             | -                              | -                              | 1     | 0     |
| Sous-total            | Sous-total            | Sous-total            | 65          | 2           | 2               | 0               | 3                 | 0                 | -          | -          | -                              | 14                             | 0                              | 84    | 2     |
| Total sur la carrière | Total sur la carrière | Total sur la carrière | 211         | 7           | 17              | 0               | 3                 | 0                 | -          | -          | -                              | 14                             | 0                              | 245   | 7     |

### En sélection
| Années                | Sélection             | Phases finales             | Phases finales | Phases finales | Phases finales | Éliminatoires | Éliminatoires | Éliminatoires | Éliminatoires | Amicaux | Amicaux | Amicaux | Total | Total | Total |
| Années                | Sélection             | Comp.                      | M.             | B.             | P.d.           | Comp.         | M.            | B.            | P.d.          | M.      | B.      | P.d.    | M.    | B.    | P.d.  |
| --------------------- | --------------------- | -------------------------- | -------------- | -------------- | -------------- | ------------- | ------------- | ------------- | ------------- | ------- | ------- | ------- | ----- | ----- | ----- |
| 2018                  | Japon                 | -                          | -              | -              | -              |               |               |               |               | 2       | 0       | 0       | 2     | 0     | 0     |
| 2019                  | Japon                 | Coupe d'Asie 2019          | 7              | 1              | 0              | CdM 2022      | 2             | 0             | 1             | 4       | 0       | 1       | 16    | 1     | 2     |
| 2019                  | Japon                 | Copa América 2019          | 3              | 0              | 0              | CdM 2022      | 2             | 0             | 1             | 4       | 0       | 1       | 16    | 1     | 2     |
| 2019                  | Japon                 | Coupe d'Asie de l'Est 2019 | -              | -              | -              | CdM 2022      | 2             | 0             | 1             | 4       | 0       | 1       | 16    | 1     | 2     |
| 2020                  | Japon                 | -                          | -              | -              | -              | -             | -             | -             | -             | 3       | 0       | 0       | 3     | 0     | 0     |
| 2021                  | Japon                 | -                          | -              | -              | -              | CdM 2022      | 6             | 0             | 0             | 1       | 0       | 0       | 7     | 0     | 0     |
| 2022                  | Japon                 | Coupe d'Asie de l'Est 2022 | -              | -              | -              | CdM 2022      | -             | -             | -             | 1       | 0       | 0       | 4     | 0     | 0     |
| 2022                  | Japon                 | Coupe du monde 2022        | 3              | 0              | 0              | CdM 2022      | -             | -             | -             | 1       | 0       | 0       | 4     | 0     | 0     |
| 2023                  | Japon                 | -                          | -              | -              | -              | CdM 2026      | 1             | 0             | 0             | 4       | 0       | 0       | 5     | 0     | 0     |
| 2024                  | Japon                 | Coupe d'Asie 2023          | 4              | 0              | 0              | CdM 2026      | 1             | 0             | 0             | -       | -       | -       | 5     | 0     | 0     |
| Total sur la carrière | Total sur la carrière | Total sur la carrière      | 17             | 1              | 0              | -             | 10            | 0             | 1             | 15      | 0       | 1       | 42    | 1     | 2     |

## Palmarès

### En sélection
Japon -19 ans
- Vainqueur du championnat d'Asie des moins de 19 ans en 2016

### En club
- Arsenal
  - Community Shield (1) :
    - Vainqueur en 2023

  - Premier League :
    - Vice champion : 2023 et 2024